# Drei Nächte
Drei Nächte er en tysk stumfilm fra 1920 af Carl Boese.

## Medvirkende
- Otto Gebühr
- Grete Hollmann som Kokette
- Sybill Morel
- Reinhold Schünzel
- Leo Selma